# 아이카 (배우)
아이카(あいか, 1991년 10월 1일 ~ )는 일본의 모델이다.